# Râul Argetoaia
Râul Argetoaia este un curs de apă, afluent de stânga al râului Jiu.